# رودخانه اینگوری
رودخانه اِنگوری (به انگلیسی: Enguri River) رودخانه‌ای است که در گرجستان جریان دارد.